# Dicranota perdistincta
Dicranota perdistincta är en tvåvingeart som beskrevs av Alexander 1940. Dicranota perdistincta ingår i släktet Dicranota och familjen hårögonharkrankar.
Artens utbredningsområde är Nordkorea. Inga underarter finns listade i Catalogue of Life.